# LexisNexis
LexisNexis est un groupe mondial avec des activités dans l'édition professionnelle et la fourniture de services d'information juridique et économique. Le groupe est lui-même rattaché au groupe anglo-néerlandais RELX (anciennement Reed Elsevier), un des tout premiers groupes mondiaux d’édition et d’information professionnelle. 
LexisNexis SA est la filiale française du groupe LexisNexis, issue du rachat en 1993 des Éditions Techniques. En France, il emploie près de six cents personnes réparties sur quatre sites (Paris, Orléans, Toulouse et Nîmes) et a réalisé en 2018 un chiffre d'affaires de 150 millions d'euros. 

## Historique de la filiale française
Société familiale créée en 1907, les Éditions Techniques sont devenues une des premières maisons sur le marché français de l’édition juridique, à travers leur collection d'ouvrages à mise à jour JurisClasseur et, sur le marché de l’édition médicale, avec les Encyclopédies Médico-Chirurgicales.
Filiale depuis 1993 du groupe RELX, la société se recentre en 1994 sur son activité juridique. En 1995, elle rachète les éditions Litec, qui publient des manuels de cours et des traités, dont plusieurs sont des ouvrages de référence.
Le 1er janvier 2005, la société « Éditions du JurisClasseur », avec ses marques et filiales, change de nom pour devenir LexisNexis SA. L’ensemble des produits et services JurisClasseur, Litec, D.O et Bottin Administratif sont désormais commercialisées sous la marque LexisNexis. En 2011, la mention Litec, qui demeurait associée à la marque LexisNexis, disparaît des ouvrages papier.

## Activités
LexisNexis est un éditeur juridique de solutions d’information et de données d'analyses pour les professionnels du droit et du chiffre. 
LexisNexis SA a également développé une offre de service en dehors du secteur juridique à travers sa filiale LexisNexis Business Information Solutions qui s’adresse aux professionnels BtoB et propose des prestations de gestion de l’information dans les trois domaines suivants :
- risques, lutte anti-blanchiment et anti-corruption ;
- e-réputation, market insight & competitive intelligence ;
- veille médiatique.

## Chiffres clés
| ---                           | LexisNexis France    | Groupe LexisNexis      | Groupe Reed Elsevier  |
| ----------------------------- | -------------------- | ---------------------- | --------------------- |
| Effectifs 2017                | 519                  | 10 500                 | 32 000                |
| Chiffre d'Affaires 2017       | 135 millions d'euros | 2,45 milliards d'euros | 7,1 milliards d'euros |
| Croissance 2009               | 6,3 %                | ---                    | ---                   |
| Investissement R&D en % du CA | 7,15 %               | ---                    | ---                   |